# Sundae Milk
I Sundae Milk sono un gruppo emo-core/pop-punk italiano formatosi nel 2002 ed originario della provincia di Parma. La band può vantare di essere stata una delle prime realtà musicali emo-core italiane.
Due i dischi all'attivo: Downcast Lies Break Our Last Lifeshell (lp 2004) e After a Plain Sweetness (lp 2006) e 2 demo-cd: When Feelings Feel Like Dreams (demo-lp 2002) e Crystals Inside Lenses (demo-ep 2003).

## Storia
I Sundae Milk nascono nel 2002 da un'idea di Andre/Áleksz (cantante e chitarrista) e Matth (batterista).
I due ragazzi, colleghi di lavoro presso una nota catena di fast food, scoprono di avere gusti musicali affini e decidono di dar vita ad un progetto che proponga una miscela delle loro sonorità preferite: sono infatti band come Dashboard Confessional, The Get Up Kids e Taking Back Sunday a influenzare maggiormente il primo sound dei Sundae Milk, ma sono presenti anche diversi richiami al pop-punk e all'hardcore melodico di gruppi come The Ataris e No Use for a Name.
Inizialmente Andre/Áleksz (già bassista nei gruppi Hermann Ass e Pissed Off Beans) e Matth (all'epoca batterista dei Polecat Fitchew) si ritrovano in sala prove con il solo obiettivo di divertirsi, ma con l'inserimento di Paul nel ruolo di bassista il progetto inizia a prendere una forma ben definita diventando ben presto il principale impegno artistico dei tre ragazzi.
La formazione così composta inizia infatti a lavorare sulle canzoni che andranno a formare il loro primo demo dal titolo When Feelings Feel Like Dreams.
Contestualmente all'uscita di quest'ultimo si dà inizio anche all'intensa attività live del gruppo in tutta la penisola.
Nel 2003, ad un solo anno di distanza dal primo, la band pubblica un secondo demo formato da 6 tracce ed intitolato Crystals Inside Lenses.
Il sound dei Sundae Milk si evolve con l'aggiunta di nuove soluzioni melodiche e il gruppo decide, nel 2004, di registrare il suo album di debutto dal titolo Downcast Lies Break Our Last Lifeshell.
L'album, co-prodotto da quattro etichette (HEP Records, Hot Movie Records, Strictly-Commercial Records e Chumsley Records) contiene 13 pezzi + 1 traccia nascosta e consacra la band come una delle prime realtà della scena emo-core italiana.
Nel 2006, dopo due anni passati a suonare in giro per l'Italia e a sperimentare nuove sonorità, i Sundae Milk ritornano in studio per incidere il loro secondo album, After a Plain Sweetness; quest'ultimo, co-prodotto da quattro etichette ( l'italiana HEP Records, l'anglo-americana Engineer Records, la tedesca Strictly-Commercial Records e la brasiliana Enemy One Records), è formato da 12 tracce atte a rappresentare una vera e propria escursione emozionale, enfatizzata da melodie incisive e un superbo utilizzo di soluzioni ritmiche e vocali ricercate.

## Formazione

### Formazione attuale
- Andre/Áleksz (2002 - oggi) - voce, chitarra ritmica
- Matth (2002 - oggi) - batteria
- Paul (2002 - oggi) - basso
- Lu K (2012 - oggi) - chitarra solista

### Ex componenti
- Niklass (2007 - 2012) - chitarra solista

## Discografia

### Album studio
- 2004 - Downcast Lies Break Our Last Lifeshell
- 2006 - After a Plain Sweetness

### Demo
- 2002 - When Feelings Feel Like Dreams
- 2003 - Crystals Inside Lenses (EP)